# The False Faces
The False Faces er en amerikansk stumfilm fra 1919 af Irvin Willat.

## Medvirkende
- Henry B. Walthall som Michael Lanyard
- Mary Anderson som Cecilia Brooke
- Lon Chaney som Karl Eckstrom
- Milton Ross som Ralph Crane
- Thornton Edwards som Thackery